# Aereniphaula
Aereniphaula – rodzaj chrząszczy z rodziny kózkowatych i z podrodziny zgrzypikowych.

## Zasięg występowania
Ameryka Południowa. Przedstawiciele tego rodzaju występują we wschodniej części Brazylii.

## Systematyka
Do Aereniphaula zaliczane są 2 gatunki:
- Aereniphaula bandana
- Aereniphaula machadorum